# Вулиця Потебні (Львів)
Ву́лиця Потебні́ — вулиця в Залізничному районі Львова на Левандівці. З'єднує вулиці Івана Сірка та Підлісну,проходить паралельно до Суботівської та Підлісної. Нумерація будинків ведеться від вулиці Івана Сірка. Потебні має ґрунтове покриття без хідників.

## Історія та забудова
Вулиця названа 1956 року на честь українського мовознавця, етнографа і фольклориста Олександра Опанасовича Потебні; з того часу не перейменовувалася. Забудова: одноповерховий конструктивізм 1930-х, одно- та двоповерхова житлова забудова 2000-х років.